# Ophiomyia hieracii
Ophiomyia hieracii är en tvåvingeart som beskrevs av Spencer 1964. Ophiomyia hieracii ingår i släktet Ophiomyia och familjen minerarflugor.
Artens utbredningsområde är Tyskland. Arten är reproducerande i Sverige. Inga underarter finns listade i Catalogue of Life.